# Thaddeus McCotter
Thaddeus George "Thad" McCotter, född 22 augusti 1965 i Livonia, Michigan, är en amerikansk republikansk politiker. Han representerar delstaten Michigans elfte distrikt i USA:s representanthus sedan 2003.
McCotter gick i skola i Detroit Catholic Central High School och studerade vid University of Detroit. Han avlade 1987 kandidatexamen och 1990 juristexamen. Han arbetade sedan som advokat i Michigan. Han var ledamot av delstatens senat 1998-2002.
McCotter blev invald i representanthuset i kongressvalet 2002. Han har omvalts tre gånger.
McCotter är katolik. Han och hustrun Rita har tre barn.